# John Marley
John Marley (født Mortimer Marlieb; 17. oktober 1907, død 22. maj 1984) var en amerikansk skuespiller, der var kendt for sin rolle som Phil Cavalleri i Love Story og som Jack Woltz - den trætte filmmogul, der vågner og finde det afskårne hoved fra sin værdifulde hest i sin seng i The Godfather (1972). Han medvirkede i John Cassavetes' film Ansigter (1968) og optrådte i The Glitter Dome (1984).

## Filmografi
| År   | Titel                                       | Rolle                     | Noter                                                                                                 |
| ---- | ------------------------------------------- | ------------------------- | --- |
| 1942 | Native Land                                 | Thug With Crowbar         | Uncredited                                                                                            |
| 1947 | Kiss of Death                               | Prisoner in Spinning Mill | Uncredited                                                                                            |
| 1948 | The Naked City                              | Managing Editor           | Uncredited                                                                                            |
| 1950 | Ma and Pa Kettle Go to Town                 | Second Cab Driver         | Uncredited                                                                                            |
| 1951 | The Mob                                     | Tony                      | |
| 1952 | My Six Convicts                             | Knotty Johnson            | |
| 1953 | The Joe Louis Story                         | Mannie Seamon             | |
| 1955 | The Square Jungle                           | Tommy Dillon, referee     | |
| 1956 | Time Table                                  | Bobik                     | |
| 1958 | I Want to Live!                             | Father Devers             | |
| 1960 | Pay or Die                                  | D. Caputo, ragman         | |
| 1960 | Sea Hunt                                    |                           | Season 3, Episode 31                                                                                  |
| 1961 | Sea Hunt                                    |                           | Season 4, Episode 28                                                                                  |
| 1962 | The Twilight Zone - Kick the Can            | Mr. Cox                   | |
| 1963 | A Child Is Waiting                          | Holland                   | |
| 1963 | The Wheeler Dealers                         | Achilles Dimitros         | |
| 1963 | America, America                            | Garabet                   | |
| 1963 | The Alfred Hitchcock Hour                   | Mr. Mike Chambers         | Season 1 Episode 26: "An Out for Oscar"                                                               |
| 1963 | The Alfred Hitchcock Hour                   | Detective Ed Singer       | Season 1 Episode 32: "Death of a Cop"                                                                 |
| 1964 | The Twilight Zone - The Old Man in the Cave | Jason                     | |
| 1964 | The Alfred Hitchcock Hour                   | Tony Hardeman             | Season 2 Episode 30: "The Second Verdict"                                                             |
| 1965 | Nightmare in the Sun                        | Hogan, gas station owner  | |
| 1965 | Cat Ballou                                  | Frankie Ballou            | |
| 1965 | The Lollipop Cover                          | George                    | |
| 1967 | The Wild Wild West                          | King Stefan IX            | Episode: "The Night of the Wolf"                                                                      |
| 1968 | Faces                                       | Richard Forst             | |
| 1968 | In Enemy Country                            | Rausch                    | |
| 1970 | A Man Called Sledge                         | Old Man                   | |
| 1970 | Love Story                                  | Phil Cavalleri            | nominated—Academy Award for Best Supporting Actor                                                     |
| 1970 | Hawaii Five-O                               | Dr. Gregorios Lemira      | "The Second Shot"                                                                                     |
| 1971 | Clay Pigeon                                 | Police Captain            | |
| 1972 | The Dead Are Alive                          | Nikos Samarakis           | |
| 1972 | The Godfather                               | Jack Woltz                | |
| 1973 | Jory                                        | Roy Starr                 | |
| 1973 | Blade                                       | Tommy Blade               | |
| 1974 | Deathdream                                  | Charles Brooks            | |
| 1975 | Framed                                      | Sal Viccarrone            | |
| 1975 | Kolchak: The Night Stalker                  | Captain Maurice Molnar    | Episode: "Primal Scream"                                                                              |
| 1976 | W.C. Fields and Me                          | Studio Head Bannerman     | |
| 1977 | The Car                                     | Sheriff Everett Peck      | |
| 1977 | Hawaii Five-O                               | Noah                      | "Tread the King's Shadow"                                                                             |
| 1977 | Vengeance                                   | Jesus                     | |
| 1977 | The Greatest                                | Dr. Ferdie Pacheco        | |
| 1977 | The Private Files of J. Edgar Hoover        | Dave Hindley              | |
| 1978 | Greatest Heroes of the Bible                | Moses                     | |
| 1978 | It Lives Again                              | Mr. Mallory               | |
| 1978 | Hooper                                      | Max Berns                 | |
| 1980 | Tribute                                     | Lou Daniels               | |
| 1981 | Threshold                                   | Edgar Fine                | |
| 1981 | The Amateur                                 | Molton                    | |
| 1981 | SCTV                                        | Leonard Bernstein         | parody of his role in The Godfather but with his character as Leonard Bernstein instead of Jack Woltz |
| 1982 | Mother Lode                                 | Elijah                    | |
| 1983 | Utilities                                   | Roy Blue                  | |
| 1986 | On the Edge                                 | Elmo Glidden              | |